# セッションボーダーコントローラ
セッションボーダーコントローラ 【SBC】 Session Border Controller

SBCは「Session Border Controller」の略称で、IPネットワークと異なるネットワークをつなぐゲートウェイ装置です。主にIP電話の事業者間や、企業が自社で用意しているIP電話網と通信事業者のIP電話網の接続点に設置されています。
IPネットワークを用いた音声通話では、音声データを小さなパケットにして送受信する「VoIP」という技術が使われています。その中の代表的なプロトコルとして、電話をつなぐ呼制御の役割を担う「SIP 」と、音声データ伝送を担う「RTP」があります。これらのプロトコルはリアルタイム性に特化しているのが大きな特徴です。
SIPは拡張性が高いため、通信事業者やサービスベンダーによっては発する信号に若干の差が生まれてしまうことがあります。そうなると互いに信号を読み取ることができず、相互接続ができません。そういった差をなくしてスムーズな通信を可能にするのがSBCの役割です。
近い将来、PSTNの廃止により、すべての電話回線はIP網へ移行する予定となっています。その際、企業のIP-PBXと通信事業者の提供するIP回線とを相互接続するゲートウェイとして、SBCが大いに活躍することが予想されています。
1. ↑  “SBC”. kwcplus.kddi-web.com. 2025年8月20日閲覧。
2. ↑  “SBC”. kwcplus.kddi-web.com. 2025年8月20日閲覧。